# Klierkamille
Klierkamille (Tripleurospermum) is een geslacht van de geslachtengroep Anthemideae binnen de Asteraceae. De meeste soorten komen uit Europa en gematigd Azië, hoewel enkele uit Noord-Amerika en Noord-Afrika komen. Sommige auteurs plaatsen de soorten in Matricaria.
De planten hebben meestal bladeren die een- tot drievoudig geveerd zijn met draadvormige slippen en die bijna tot aan de middennerf van het blad zijn ingesneden. De bloemhoofden hebben geen stroschubben. Ze hebben vruchten met 3-5 ribben en twee harsachtige klieren aan de basis. Matricaria-soorten onderscheiden zich van deze soorten door het ontbreken van vruchten met 3 ribben en de twee klieren.

## Soorten[7][8]
- Tripleurospermum ambiguum (Ledeb.) Franch. & Sav. - Heilongjiang, Xinjiang, Kazakhstan, Mongolië, Uzbekistan, Iran, Kyrgyzstan, Kraj Altaj
- Tripleurospermum auriculatum (Boiss.) Rech.f. - Midden-Oosten inclusief Egypte + Saoedi-Arabië
- Tripleurospermum callosum (Boiss. & Heldr.) E.Hossain - Turkije
- Tripleurospermum caucasicum (Willd.) Hayek - zuidoost Europa + zuidwest Azië van Zwitserland tot Iran
- Tripleurospermum conoclinium (Boiss. & Balansa) Hayek - Griekenland, Turkije
- Tripleurospermum daghestanicum Rupr. ex Boiss. - Dagestan
- Tripleurospermum decipiens (Fisch. & C.A Mey.) Bornm. - Turkije, Iran, Kaukasus (gebied)
- Tripleurospermum disciforme (C.A.Mey.) Sch.Bip. - centraal + zuidwest Azië
- Tripleurospermum elongatum (DC.) Bornm. - Turkije, Georgia (staat)
- Tripleurospermum eskilensis (Teksen) - Turkije
- Tripleurospermum fissurale (Sosn.) E.Hossain - Turkije
- Tripleurospermum grandiflorum (Hook.) Panigrahi - Arctisch Rusland
- Tripleurospermum heterolepis (Freyn & Sint.) Bornm. - Turkije
- Tripleurospermum homogamum G.X.Fu - Xinjiang
- Tripleurospermum hygrophilum (Bornm.) Bornm. - Turkije
- Tripleurospermum inodorum (L.) Sch.Bip. - Europa (werelddeel), gematigd en arctisch Azië; ingeburgerd in Noord-Amerika, Nieuw-Zeeland etc., beschouwd als een schadelijk onkruid in sommige gebieden
- Tripleurospermum kotschyi (Boiss.) E.Hossain
- Tripleurospermum lamellatum (Bunge) Rech.f.
- Tripleurospermum limosum (Maxim.) Pobed. - China (Hebei, Heilongjiang, Jilin (provincie), Liaoning, Binnen-Mongolië), Japan, Kazakhstan, Korea, Mongolië, Uzbekistan, Rusland (Irkutsk, Amur, Khabarovsk, Kraj Primorje)
- Tripleurospermum maritimum (L.) W.D.J.Koch - arctische kusten van Eurazië + Noord-Amerika
- Tripleurospermum melanolepis (Boiss. & Buhse) Pobed. - Turkije, Kaukasus (gebied)
- Tripleurospermum microcephalum (Boiss.) Bornm. - Turkije, Iran, Syrië, Libanon
- Tripleurospermum monticola (Boiss. & A.Huet) Bornm. - Azerbaijan, Armenië
- Tripleurospermum parviflorum (Willd.) Pobed. - Griekenland, Oekraïne, Krim, Europees Rusland, Kaukasus (gebied), Turkije, Iran, Syrië, Jordanië, Libanon, Irak, Turkmenistan, Kazakhstan, Uzbekistan
- Tripleurospermum pichleri (Boiss.) Bornm. - Bithynië landstreek van Turkije
- Tripleurospermum repens (Freyn & Sint.) Bornm. - Turkije
- Tripleurospermum rosellum (Boiss. & Orph.) Hayek - Griekenland + Turkije inclusief de eilanden
- Tripleurospermum sannineum (Thiéb.) Mout. - Libanon
- Tripleurospermum sevanense (Manden.) Pobed. - Turkije, Iran, Armenië
- Tripleurospermum subpolare Pobed. - Scandinavië, Baltische Staten, noordelijk Europees Rusland
- Tripleurospermum szovitsii Pobed. - Kaukasus (gebied)
- Tripleurospermum tempskyanum (Freyn & Sint.) Hayek - Griekenland
- Tripleurospermum tenuifolium (Kit.) Freyn - Kaukasus (gebied); zuidoost-Europa van Duitsland tot Bulgarije
- Tripleurospermum tetragonospermum (F.Schmidt) Pobed. - Heilongjiang, Liaoning, Japan, Russische Verre Oosten, noordelijk Kaukasus (gebied)
- Tripleurospermum transcaucasicum (Manden.) Pobed. - Turkije, Georgia (staat), Armenië, Azerbaijan

## Vroeger inbegrepen[7]
Zie: Heteromera Matricaria Pyrethrum
- Tripleurospermum breviradiatum  - Matricaria breviradiata
- Tripleurospermum fuscatum  -  Heteromera fuscata
- Tripleurospermum philaenorum  - Heteromera philaenorum
- Tripleurospermum pulchrum - Pyrethrum pulchrum